# Кокарал (Аральский район)
Кокара́л, или Кугарал (каз. Көкарал — Зелёный остров) — урочище в Аральском районе Кызылординской области Казахстана.
Бывший (до 1968—1969 годов) остров на севере Аральского моря. Имел площадь 273 км² (1960). Высота до 163 м (гора Даут). Сложен песчано-глинистыми отложениями и покрыт полупустынной растительностью. На севере омывался заливом Шевченко, на западе проливом Аузы-Кокарал, на востоке проливом Берга. На северном побережье расположены сёла (аулы) Кокарал, Аван и Акбасты.
С 1968 по 1989 годы был полуостровом, с 1989 года является перешейком между Малым Аралом и Большим Аралом.
В окрестностях урочища Кокарал в 2005 году была возведена Кокаральская плотина, закрывшая сток воды через пролив Берга в Большой Арал, что позволило стабилизировать уровень воды в Малом Арале.